# Mehdi Bourabia
Mehdi Bourabia (* 7. August 1991 in Dijon) ist ein französischer Fußballspieler marokkanischer Abstammung.

## Verein
Bourabia spielte für die Nachwuchsabteilung des FCO Dijons. Seine Profikarriere startete er aber 2009 bei Grenoble Foot. Hier spielte er in seiner ersten Saison überwiegend für die Reservemannschaft und erst in seiner zweiten Spielzeit ausschließlich für die erste Mannschaft. 2013 war er für die Reservemannschaft von OSC Lille aktiv.
Ab 2015 setzte er seine Karriere in Bulgarien fort und spielte hier der Reihe nach für die Vereine Lokomotive Plowdiw|, Tscherno More Warna und Lewski Sofia.
Zur Saison 2017/18 wurde Bourabia aus der türkische Süper Lig von Konyaspor verpflichtet. Mit diesem Verein gewann er sofort in seinem ersten Pflichtspiel den Türkischen Superpokal. Nach einer Saison verließ Bourabia Konyaspor wieder und wechselte zu US Sassuolo Calcio nach Italien in die Serie A. In den Jahren 2021 bis 2023 spielte er für Spezia Calcio, bevor er im Sommer 2023 zum Aufsteiger Frosinone Calcio wechselte.

## Nationalmannschaft
Sein Debüt für die Marokkanische A-Nationalmannschaft gab Bourabia am 16. Oktober 2018 im Afrika-Cup-Qualifikationsspiel auf den Komoren. Beim dortigen 2:2-Unentschieden wurde er in der 89. Minute für Nordin Amrabat eingewechselt. Er nahm in der Folge am Afrika-Cup 2019 teil. Sein bisher letztes Länderspiel absolvierte er am 15. Oktober 2019 gegen Gabun.

## Erfolge
- Bulgarischer Superpokalsieger: 2015
- Türkischer Superpokalsieger: 2017